# سادون-بوبو

سادون-بوبو شهری در شهرستان فارا در استان باله در بورکینافاسوی جنوبی است و جمعیت آن ۱۰۷۵ نفر است.